# Azara (Aragão)
Azara é um município da Espanha na província de Huesca, comunidade autónoma de Aragão, de área 14,49 km² com população de 193 habitantes (2007) e densidade populacional de 13,32 hab./km².

## Demografia
| Variação demográfica do município entre 1991 e 2004 | Variação demográfica do município entre 1991 e 2004 | Variação demográfica do município entre 1991 e 2004 | Variação demográfica do município entre 1991 e 2004 |
| --------------------------------------------------- | --------------------------------------------------- | --------------------------------------------------- | --------------------------------------------------- |
| 1991                                                | 1996                                                | 2001                                                | 2004                                                |
| 228                                                 | 231                                                 | 219                                                 | 200                                                 |